# Wegelina polyporina
Wegelina polyporina är en svampart som beskrevs av M.E. Barr 1998. Wegelina polyporina ingår i släktet Wegelina och familjen Calosphaeriaceae.   Inga underarter finns listade i Catalogue of Life.